# Двете къртици
„Двете къртици“ (на английски: Mole Sisters) е канадски анимационен сериал за деца, създаден през 2003 г. и базиран върху канадската поредицата от книжки, написани и илюстрирани от Рослин Шварц.
Продуктът е ориентиран към децата в предучилищна възраст и има за цел да ги научи да уважават и ценят природата. С помощта на две любопитни къртици, сестри, малките зрители се запознават със заобикалящата ги среда по забавен и изпълнен с въображение начин.
Сериалът е излъчван по българската телевизия „Super7“.